# Valery Kayumba
Valery Kayumba est un boxeur français né le 9 août 1966 à Mulongo (République démocratique du Congo). Il a également eu la nationalité congolaise. 

## Carrière
Passé professionnel en 1987, il devient champion d'Afrique ABU des poids super-légers en 1989, champion d'Europe EBU de la catégorie en 1992 et 1994 puis champion d'Europe des poids welters l'année suivante. Kayumba met un terme à sa carrière après une défaite contre Patrick Charpentier le 18 juillet 1995 sur un bilan de 39 victoires, 3 défaites et 1 match nul.

## Référence
1. ↑  (fr) L'affamé Kayumba devient champion d'Europe des welters en battant Navarro (liberation.fr)